# Стечкін Сергій Борисович
Сергій Борисович Стечкін (нар. 6 вересня 1920, Москва — пом. 22 листопада 1995, там же) — радянський і російський математик, доктор фізико-математичних наук (1958), професор МДУ, засновник наукової школи в теорії функцій.

## Життя і робота
Народився 6 вересня 1920 року в Москві. Його батьком був Борис Сергійович Стечкін, інженер, професор, академік АН СРСР, засновник теорії реактивних двигунів, а також і самих двигунів. Дідом — російський письменник-фантаст Сергій Якович Соломін (справжнє прізвище — Стечкін).
У 1938 році закінчив середню школу № 59 в Москві. У тому ж році вступив на фізико-математичний факультет Горьковського державного університету (вступити до МДУ не зміг через репресії батька), але вже в наступному році перевівся на другий курс механіко-математичного факультету МДУ, який закінчив у 1944 р. У 1944—1947 роках С. Б. Стечкін навчався в аспірантурі мехмату МДУ. З 1 листопада 1947 року працював асистентом кафедри математики фізико-технічного факультету МДУ. У 1948 році С. Б. Стечкін (під керівництвом Д. Є. Меньшова) захистив в МДУ, кандидатську дисертацію на тему «Про порядок найкращих наближень безперервних функцій». Крім Д. Е. Меньшова, на Стечкіна справили сильне наукове вплив А. Н. Колмогоров, Н. К. Барі і С. Н. Бернштейн.
Після аспірантури два роки працював у науково-дослідному інституті Академії артилерійських наук, а з 1949 року — в Математичному інституті імені В. А. Стеклова (відділ теорії функцій). У 1958 році С. Б. Стечкін захистив докторську дисертацію «Дослідження з теорії степеневих та тригонометричних рядів». До кінця життя С. Б. Стечкін працював у Математичному інституті імені В. А. Стєклова і на механіко-математичному факультеті Московського державного університету ім. М. В. Ломоносова.
Сергій Борисович — засновник (1956 рік) і перший директор Свердловського відділення Математичного інституту ім. В. А. Стеклова, згодом перетворилася в Інститут математики і механіки Уральського відділення РАН (ІММ УрО РАН). Він курував проектування і зведення будівлі Інституту, займаного ним донині. У 1967 році Стечкін повернувся до Москви, де став засновником нового журналу «Математичні замітки» Академії наук СРСР і більше 20 років був головним редактором цього журналу.
Нагороджений Золотою медаллю імені П. Л. Чебишева РАН в 1993 році.
С. Б. Стечкін був одружений з Катериною Іванівною Стечкіною (Трифоновою) з 1949 року. Вони виховали сина Бориса (нар. 1950 року); на початку сімдесятих років шлюб розпався. У 1978 році Сергій Борисович знову одружився (дружина — Тетяна Василівна Радославова, математик, працює в МДУ) і мав у другому шлюбі двох дочок.
Помер 22 листопада 1995 року у Москві після чотирьох місяців курсу лікування від важкої хвороби.

## Сфера наукових інтересів
- Теорія наближень
  - лінійні методи наближення
  - нерівності типу Джексона-Стєчкіна
  - нерівності Віртінгера
  - тригонометричні ряди і ортогональні
  - екстремальні задачі
  - геометричні задачі
- Теорія чисел

## Основний внесок до математики
Сергій Борисович Стечкін узагальнив прямі і зворотні теореми теорії наближень на модулі неперервності довільного порядку, продовжив дослідження Андрія Колмогорова за поперечниками і знайшов точні порядки таких поперечників у рівномірній метриці для класів функцій з обмеженою старшої похідної. Великий цикл робіт С. Б. Стечкіна присвячений збіжності, абсолютної збіжності і сумам тригонометричних і більш загальних ортогональних рядів. Зокрема, ним знайдений критерій абсолютної збіжності ряду з коефіцієнтів Фур'є індивідуальної функції.
С. Б. Стечкін і його школа зробили внесок до теорії некоректних задач, побудувавши теорію найкращих наближень необмежених операторів обмеженими.
Спільно з Миколою Єфімовим Сергій Стечкін розробив геометричну теорію наближень у банахів простір. При цьому було введено ряд нових аппроксімативних понять, які виявилися корисними і в інших питаннях.
Зокрема, він показав, що оператор метричної проєкції на замкнуту множину в {\displaystyle R^{d}} однозначна в більшості точок, тобто множину точок, які мають більше однієї найближеної в цьому компакті мають першу категорію Бера.
Сергій Стечкин встановив нову логарифмічну оцінку для нулів дзета-функції Рімана.
Сергій Стечкін — автор першої російськомовної монографії з наближення функцій сплайнами (спільно з Юрієм Суботіним), яка сприяла розвитку досліджень і використання сплайнів в обчислювальній математиці.
Під керівництвом Стечкіна більше 30 математиків захистили кандидатські дисертації, багато з них вже мають своїх учнів.